# Dark Sky Island
Dark Sky Island er det ottende studiealbum fra den irske musiker Enya. Det blev udgivet den 20. november 2015 via Aigle Music. Efter udgivelsen af det foregående album And Winter Came... i 2008 tog Enya en lang pause fra at skrive og indspille. Hun vendte tilbage til studiet i 2012 for at indspille Dark Sky Island med hendes samarbejdspartnere; tekstforfatteren Roma Ryan og produceren Nick Ryan. Enya synger alle vokaler og spiller alle instrumenter på albummet, med undtagelse af Eddie Lee der spiller kontrabas på "Even in the Shadows".
Dark Sky Island modtog hovedsageligt positive anmeldelser fra musikkritikere. Det toppede som #4 Storbritannien, hvilket var den højeste placering for et Enya-album siden Shepherd Moons i 1991. Det nåede #8 i USA og i top 10 i 13 lande på verdensplan. En deluxeversion blev udgivet med yderligere tre ekstra sange, og en LP-udgave bliver udgivet 18. december 2015, hvilket er den første LP fra Enya siden genudgivelsen af hendes debutalbum Enya fra 1987.

## Spor
Alle tekster er skrevet af Roma Ryan, al musik er komponeret af Enya og alle sange er produceret af Nicky Ryan.
| #   | Titel                       | Længde |
| --- | --------------------------- | ------ |
| 1.  | "The Humming..."            | 3:42   |
| 2.  | "So I Could Find My Way"    | 4:25   |
| 3.  | "Even in the Shadows"       | 4:13   |
| 4.  | "The Forge of the Angels"   | 5:12   |
| 5.  | "Echoes in Rain"            | 3:33   |
| 6.  | "I Could Never Say Goodbye" | 3:28   |
| 7.  | "Dark Sky Island"           | 4:56   |
| 8.  | "Sancta Maria"              | 3:50   |
| 9.  | "Astra et Luna"             | 3:20   |
| 10. | "The Loxian Gates"          | 3:33   |
| 11. | "Diamonds on the Water"     | 3:33   |

| #   | Titel                 | Længde |
| --- | --------------------- | ------ |
| 12. | "Solace"              | 3:56   |
| 13. | "Pale Grass Blue"     | 3:33   |
| 14. | "Remember Your Smile" | 2:57   |

## Hitlister
| Hitliste (2015)                    | Højeste placering |
| ---------------------------------- | ----------------- |
| Australien (ARIA)                  | 8                 |
| Østrig (Ö3 Austria)                | 6                 |
| Belgien (Ultratop Flanderen)       | 3                 |
| Belgien (Ultratop Vallonien)       | 8                 |
| Canadiske Albummer (Billboard)     | 6                 |
| Croatian Albums (Toplista)         | 19                |
| Danmark (Album Top-40)             | 21                |
| Holland (Album Top 100)            | 5                 |
| Finland (Musiikkituottajat)        | 23                |
| Frankrig (SNEP)                    | 31                |
| German Albums (Offizielle Top 100) | 3                 |
| Hungarian Albums (Mahasz)          | 5                 |
| Irland (IRMA)                      | 7                 |
| Italien (FIMI)                     | 8                 |
| Japan (Oricon)                     | 17                |
| Sydkorea (GAON)                    | 23                |
| Sydkorea (Udenlandske) (GAON)      | 3                 |
| New Zealand Albums (RMNZ)          | 10                |
| Norge (VG-lista)                   | 13                |
| Polen (ZPAV)                       | 14                |
| Portugal (AFP)                     | 13                |
| Spanien (PROMUSICAE)               | 12                |
| Sverige (Sverigetopplistan)        | 22                |
| Schweiz (Schweizer Hitparade)      | 2                 |
| Taiwanese Albums (Five Music)      | 3                 |
| Storbritannien (OCC)               | 4                 |
| UK Digital Albums (OCC)            | 7                 |
| UK Physical Albums (OCC)           | 3                 |
| US Billboard 200                   | 8                 |
| US Digital Albums (Billboard)      | 6                 |
| US New Age Albums (Billboard)      | 1                 |
| US Top Album Sales (Billboard)     | 7                 |
| US Tastemaker Albums (Billboard)   | 15                |